# Cancellaria adelae
Cancellaria adelae är en snäckart som beskrevs av Henry Augustus Pilsbry 1940. Cancellaria adelae ingår i släktet Cancellaria och familjen Cancellariidae. Inga underarter finns listade i Catalogue of Life.